# Claude d'Annebault
Claude d'Annebault (vers 1495-1552) est un militaire français, qui fut nommé maréchal de France en 1538, puis amiral de France.
Claude d'Annebault est le dernier « grand favori » de François Ier. Il guerroie sans cesse, en Italie, en Roussillon et en Picardie, sur terre et sur mer, contre les Anglais et contre les Impériaux. De 1544 à 1547, le roi lui confia la responsabilité et la direction de toutes les affaires de l'État. L'amiral fut donc le plus grand personnage du royaume après son prince.

## Biographie

### Famille
Son père, Jean V d'Annebault, était capitaine des toiles de chasse de François Ier. De son mariage avec Catherine de Jeucourt, Jean V d'Annebault a au moins six enfants (Anne, Claude, Jacques, Jeanne, Jacqueline et Marie).
La famille d'Annebault, principalement possessionnée dans la vallée de la Risle, près de Pont-Audemer, descend de petits seigneurs établis en pays d'Auge depuis le XIIe siècle, et peut-être d'un compagnon de Guillaume le Conquérant, le sire d'Onebac. Elle étend son influence aux environs de Vernon par succession des Jeucourt (1485) puis en pays de Caux par succession des Blosset (1507).

### Carrière militaire
Claude d'Annebault fait l'apprentissage des armes et se distingue à la défense de Mézières en septembre 1521.
Il est fait prisonnier à la bataille de Pavie, puis assume pour la première fois le commandement d'armées à la campagne milanaise de 1528-1529.
À son retour, le roi le couvre d'honneurs. Il reçoit bientôt sa propre compagnie, et devient le lieutenant “résident” du gouverneur de Normandie, l'amiral Philippe Chabot (1531). À la mort de son père en 1534, il lui succède comme maître des toiles de chasse et devint un personnage éminent de la cour.
En mars 1536, il est l'un des principaux chefs de l'armée qui conquiert le Piémont. Durant cette campagne, il conserve Turin malgré un siège de plusieurs mois.

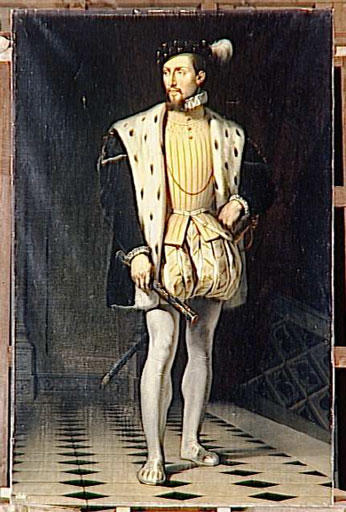
Claude d'Annebaut, baron de Retz, maréchal de France (?-1552), Adolphe Brune (Paris, 1802 ; Paris, 1880), 1833. Œuvre commandée par pour le musée historique de Versailles.

On le retrouve ensuite sur la frontière picarde. Après avoir pris la place de Saint-Pol, il sauve Thérouanne en la ravitaillant par deux fois. Il s'y révèle un ingénieux stratège, mais il est capturé au retour du deuxième trajet. Le montant de sa rançon est très élevé, mais François Ier offre immédiatement de la payer. Toutefois, la reine de Hongrie ne libère pas Claude d'Annebault avant la conclusion de la paix, qu'elle prépare avec le concours de son prisonnier. Une fois libre, il est récompensé de ses bons services : il est fait maréchal de France le jour où Montmorency devient connétable de France (10 février 1538).
Nommé gouverneur du Piémont le 28 septembre 1539 après la mort de son prédécesseur René de Montjean il occupe ce poste jusqu'à la fin de l'année 1543. Claude d'Annebault doit faire oublier dans cette récente conquête les maladresses de son prédécesseur, René de Montjean. En quelques semaines, le nouveau gouverneur gagne la confiance des Piémontais et prend les mesures nécessaires à la reconstruction du pays.
En novembre 1540, d'Annebault entre au conseil étroit et devient l'un des principaux favoris du roi. Lors de la reprise de la guerre en 1543, Claude d'Annebault commande la plupart des opérations en Hainaut contre l’alliance de l’empereur et du roi d'Angleterre. Il participe en même temps au gouvernement, grâce à la proximité du roi, qui suit les armées, en retrait, avec ses autres conseillers. Il prend lors de cette campagne les villes de Landrecies et de Luxembourg.
Le prestige de d'Annebault est à son sommet lorsque le roi le nomme amiral de France, puis gouverneur de Normandie, il succède à Montmorency comme favori du roi. En 1544, Claude d'Annebault négocie une paix peu avantageuse avec l’empereur (Crépy, septembre 1544), mais cette paix séparée permet à la France de lutter contre le seul roi d'Angleterre.
À l'hiver 1545, Claude d'Annebault constitue une flotte capable de vaincre celle d'Henri VIII et de porter la guerre sur le sol anglais. L'amiral prend personnellement le commandement de cette armée. Malgré un départ peu encourageant (juillet 1545), la flotte française connaît quelques succès notables sur l'île de Wight, où est coulée la Mary Rose, et les côtes anglaises. Mais ils sont sans lendemain : d'Annebault ne parvient ni à prendre Portsmouth, ni à délivrer Boulogne. En mai 1546, l'amiral d'Annebault rencontre son homologue anglais près d'Ardres. Les difficultés se résolvent peu à peu et d'Annebault obtient des conditions moins défavorables que prévu dans ses instructions.
Dans les affaires du royaume, il s'emploie à restaurer l'ordre tant à la cour que dans les provinces, tout en consolidant les frontières. Diplomate et politique autant que militaire, il songe à une alliance anglaise contre Charles Quint, voire à une rupture commune des deux royaumes avec Rome. La mort du roi, en 1547 met fin à ces audacieux projets. Lors des funérailles de François Ier, il porte le coffret de son cœur, puis mène le cortège jusqu'à Saint-Denis.
En 1547, à l'avènement d'Henri II, il est disgracié, et Montmorency rappelé.
Cependant, sa charge d'amiral lui permet de continuer à servir le roi. Au printemps 1551, Henri II déclare la guerre à l'empereur ; d'Annebault relance la guerre de course, renforce les ports et sollicite à nouveau le commandement d'une flotte. Il est rappelé dès février 1552 pour assister au lit de justice qui proclame et organise la régence, puis entre à nouveau au conseil étroit.
Il commande également l'armée de la reine, sorte d'armée de réserve. Début juin, il reprend Stenay aux troupes de la reine de Hongrie, puis rejoint Henri II au siège de Damvillers, où il prouve la valeur de son expérience au roi, qui l'envoie ensuite défendre la Picardie. Fiévreux, l'amiral s'enferme à La Fère-sur-Oise, qu'il a le temps de mettre en défense avant de céder à la maladie. Par ces derniers services rendus au roi, il transmet à son fils unique, Jean, une faveur retrouvée.

### Mariage et descendance
En 1525 ou 1526, Claude d'Annebault épouse Françoise de Tournemine (????-1553), dame de La Hunaudaye et baronne de Retz, fille de Georges de Tournemine (baron de La Hunaudaye et du Hommet, baron de Retz, sieur de Boutlouy et de Safray, connétable héréditaire de Normandie) et de Renée de Villefranche. Ce mariage fait de Claude d'Annebault le baron (du chef de sa femme) de Retz et de La Hunaudaye, et l'un des plus riches seigneurs de Bretagne.

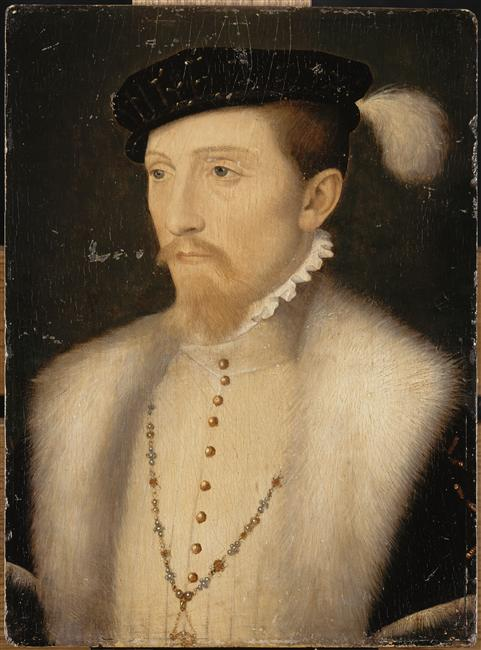
Jean d'Annebault (1527-19/12/1562), baron de Retz, son fils.

De ce mariage naissent deux enfants :
- Jean d'Annebault (1527-19/12/1562), baron de Retz, seigneur de Machecoul, d'Annebault et de La Hunaudaye, capitaine de Conches en 1540 et d'Évreux en 1546, capitaine des toiles de chasse du roi à la suite de son père qui résigne en sa faveur vers 1547[4] ; gentilhomme de la chambre de Charles IX, marié en 1558 à Antoinette de La Baume-Montrevel (????-04/09/1572), comtesse de Châteauvillain, puis remarié en 1561 à Claude Catherine de Clermont (1543-18/02/1603), baronne de Dampierre et salonnière (et qui deviendra baronne douairière puis duchesse de Retz) ; de son premier mariage avec Antoinette de La Baume-Montrevel, nait :
  - Diane d'Annebault (vers 1559-23/12/1560) ;
- Madeleine d'Annebault (1528-03/06/1568), vicomtesse de Pont-Audemer, mariée en 1544 à Gabriel de Saluces (1501 - juin 1548), marquis de Saluces, puis à Jacques de Silly (????-1570), comte de La Rochepot et de Rochefort, seigneur de La Roche-Guyon et de Montmirail[5].

## Armoiries

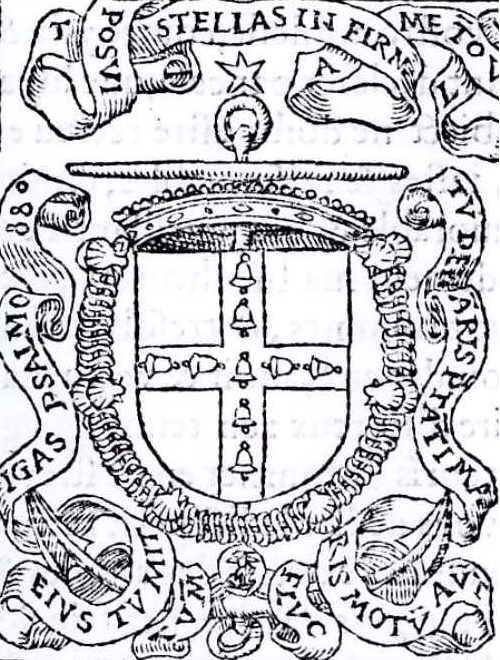
Armes de Claude d'Annebault traversées de l'ancre d'amiral et entourées du collier de l'ordre de Saint-Michel

| Blason | Blasonnement : De gueules à la croix de vair. |

## À l'écran
Dans la série télévisée Les Tudors, Claude d'Annebault apparait brièvement dans le dernier épisode de la dernière saison : son rôle est joué par Kenneth Collard.